# Swarco

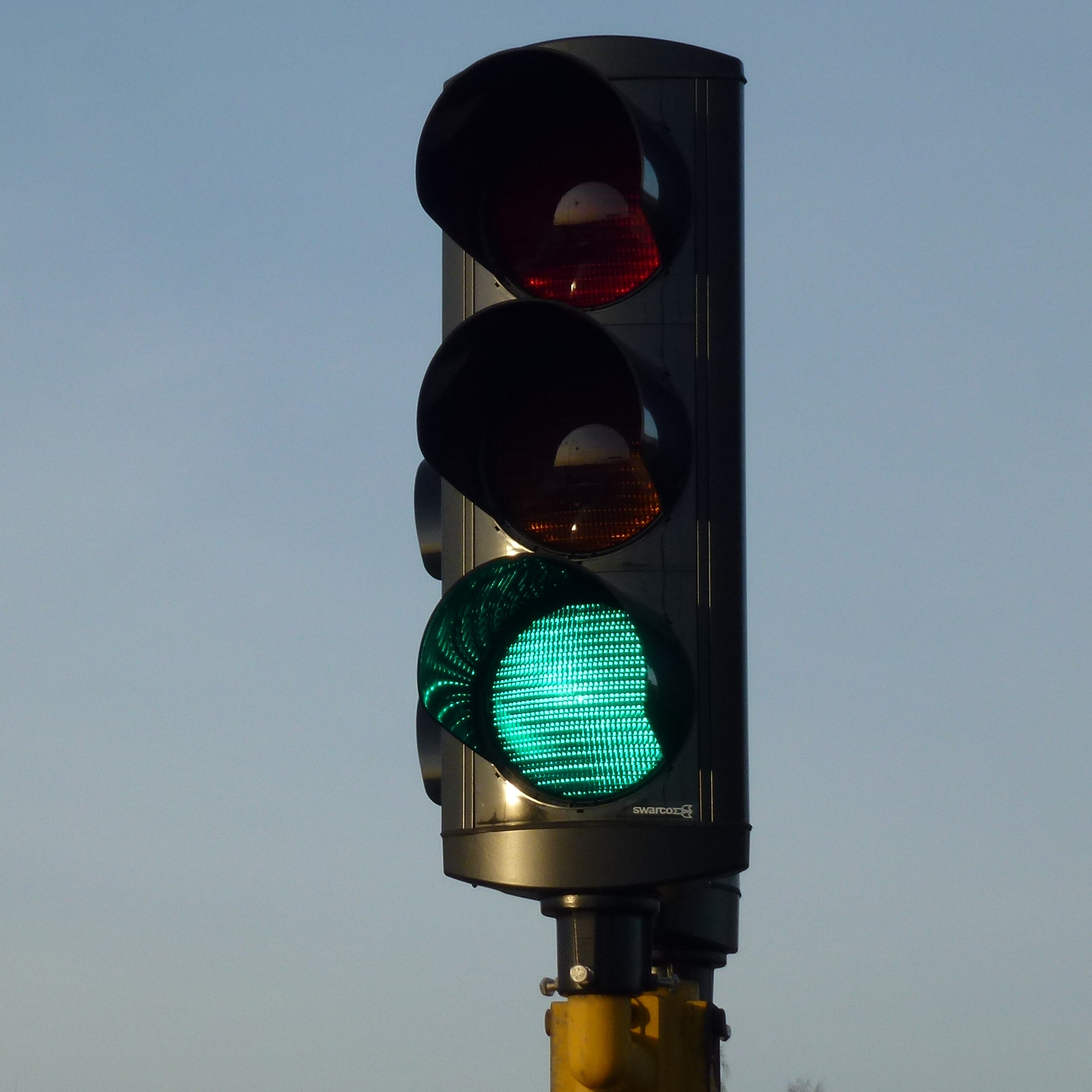
En av Swarcos trafiksignaler i Stockholm.

Swarco är ett multinationellt företag som är specialiserat på trafikledning inom och utanför städer. Till företagets produkter hör bland annat tillverkning, leverans och skötsel av trafiksignaler och deras styrning samt vägmarkeringsmålning med reflekterande färg. Paraplyorganisationen är Swarco Holding AG i Wattens, Österrike. I koncernen ingår över 80 bolag i 20 länder. Koncernen ägs till 100 procent av Manfred Swarovski, som grundade firman 1969.

## Historik
På 1890-talet började familjen Swarovski att tillverka kristallglas i Wattens. År 1969 startade Manfred Swarovski sin första fabrik i Wattens för tillverkning av speciella glaspärlor som reflektorer i markeringsmålning på vägar och för reflekterande vägskyltar. Fyra år senare fick firman uppdrag för markeringsmålning i Österrike och kort därpå etablerade man sig i USA. År 1999 bildades bolaget Swarco Holding AG och 2000 startades tillverkning trafiksignaler med LED-belysning. Mellan 2003 och 2004 tillkom kompletta trafikledningssystem i bland annat Skandinavien. År 2011 hade Swarco en omsättning på 440 miljoner euro och sysselsatte cirka 2400 medarbetare.

## Swarco i Sverige
Swarco Sverige AB har 120 medarbetare och huvudkontor i Stockholm samt avdelningskontor i Göteborg och Karlstad. Sedan 1 februari 2010 skötts övervakning av trafiken i Stockholm och skötsel av signalanläggningarna av Swarco Sverige. I upphandlingen ingår för närvarande (2012) bland annat 123 trafiksignalanläggningar, varav 87 är signalreglerade korsningar, 36 är signalreglerade övergångsställen respektive cykelöverfarter och fyra är signalanläggningar för rampstyrning vid påfarter till Essingeleden. 